# Gruppo di Weyl
In matematica, in particolare la teoria delle algebre di Lie, il gruppo di Weyl (dal nome di Hermann Weyl) di un sistema di radici è un sottogruppo del gruppo di isometrie di quel sistema di radici. Nello specifico, è il sottogruppo che si genera per riflessioni attraverso gli iperpiani ortogonali alle radici, e come tale è un gruppo finito di riflessioni. Infatti risulta che la maggior parte dei gruppi di riflessione finiti sono gruppi di Weyl. [1] In astratto, i gruppi di Weyl sono gruppi di Coxeter finiti e ne sono esempi importanti.
Il gruppo di Weyl di un gruppo di Lie semisemplice, di un'algebra di Lie semisemplice, di un gruppo algebrico lineare semisemplice, ecc. è il gruppo di Weyl del sistema di radici di quel gruppo o algebra .

## Definizione ed esempi

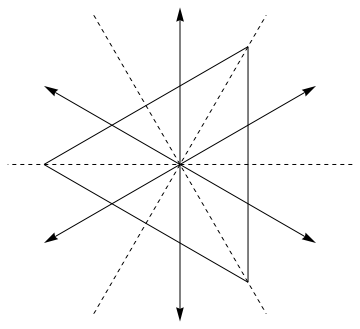
Il gruppo di Weyl del sistema di radici di è il gruppo di simmetria di un triangolo equilatero

Sia {\displaystyle \Phi } un sistema di radici in uno spazio euclideo {\displaystyle V}. Per ogni radice {\displaystyle \alpha \in \Phi }, sia {\displaystyle s_{\alpha }} la riflessione rispetto all'iperpiano perpendicolare a {\displaystyle \alpha }, data esplicitamente da
{\displaystyle s_{\alpha }(v)=v-2{\frac {(v,\alpha )}{(\alpha ,\alpha )}}\alpha } ,
dove {\displaystyle (\cdot ,\cdot )} il prodotto interno su {\displaystyle V} . Il gruppo di Weyl {\displaystyle W} di {\displaystyle \Phi } è il sottogruppo del gruppo ortogonale {\displaystyle O(V)} generato da tutti gli {\displaystyle s_{\alpha }}. Per definizione di sistema di radici, ciascuno degli {\displaystyle s_{\alpha }} conserva {\displaystyle \Phi }, da cui segue che {\displaystyle W} è un gruppo finito.
Nel caso del sistema di radici di {\displaystyle A_{2}}, ad esempio, gli iperpiani perpendicolari alle radici sono solo linee e il gruppo di Weyl è il gruppo di simmetria di un triangolo equilatero, come indicato nella figura. Come un gruppo, {\displaystyle W} è isomorfo al gruppo di permutazione su tre elementi, considerabili come i vertici del triangolo. Si noti che in questo caso, {\displaystyle W} non è il gruppo di simmetria completo del sistema di radici; una rotazione di 60 gradi conserva {\displaystyle \Phi } ma non è un elemento di {\displaystyle W} .
Si consideri anche il sistema di radici {\displaystyle A_{n}}. In questo caso, {\displaystyle V} è lo spazio di tutti i vettori in {\displaystyle \mathbb {R} ^{n+1}} le cui entrate si sommano a zero. Le radici sono costituite dai vettori della forma {\displaystyle e_{i}-e_{j},\,i\neq j}, dove {\displaystyle e_{i}} è l'{\displaystyle i}-esimo elemento base standard per {\displaystyle \mathbb {R} ^{n+1}} . La riflessione associata a tale radice è la trasformazione di {\displaystyle V} ottenuto scambiando il {\displaystyle i}- e {\displaystyle j} -esimi elementi di ciascun vettore. Il gruppo di Weyl per {\displaystyle A_{n}} è allora il gruppo di permutazione su {\displaystyle n+1} elementi.

## Camere di Weyl

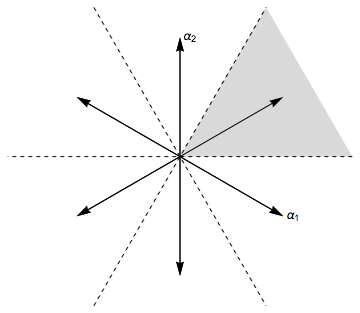
La regione ombreggiata è la camera di Weyl fondamentale per la base

Se {\displaystyle \Phi \subset V} è un sistema di radici, si può considerare l'iperpiano perpendicolare a ciascuna radice {\displaystyle \alpha }. Si ricordi che {\displaystyle s_{\alpha }} denota la riflessione sull'iperpiano e che il gruppo di Weyl è il gruppo di trasformazioni di {\displaystyle V} generato da tutti i {\displaystyle s_{\alpha }}. Il complemento dell'insieme degli iperpiani è disconnesso e ogni componente connesso è chiamato camera di Weyl. Se abbiamo fissato un particolare insieme di radici semplici, possiamo definire la camera fondamentale di Weyl associata a come l'insieme dei punti {\displaystyle v\in V} tale che {\displaystyle (\alpha ,v)>0} per ogni {\displaystyle \alpha \in \Delta }.
Dal momento che le riflessioni {\displaystyle s_{\alpha }}, {\displaystyle \alpha \in \Phi }, conservano {\displaystyle \Phi }, conservano anche l'insieme degli iperpiani perpendicolari alle radici. Pertanto, ogni elemento del gruppo di Weyl permuta le camere di Weyl.
La figura illustra il caso del sistema di radici {\displaystyle A_{2}}. Gli "iperpiani" (in questo caso, unidimensionali) ortogonali alle radici sono indicati da linee tratteggiate. I sei settori di 60 gradi sono le camere di Weyl e la regione ombreggiata è la camera di Weyl fondamentale associata alla base indicata.
Un teorema generale di base sulle camere di Weyl è questo:
Teorema: il gruppo di Weyl agisce liberamente e in modo transitivo sulle camere di Weyl. Pertanto, l'ordine del gruppo di Weyl è uguale al numero di camere di Weyl.
Un risultato correlato è questo:
Teorema: sia data una camera di Weyl {\displaystyle C}. Allora per tutti {\displaystyle v\in V}, l'orbita di Weyl di {\displaystyle v} contiene esattamente un punto nella chiusura {\displaystyle {\bar {C}}} di {\displaystyle C} .

## Struttura di gruppo di Coxeter

### Gruppo generatore
Un risultato chiave sul gruppo di Weyl è il seguente:
Teorema: se {\displaystyle \Delta } è la base per {\displaystyle \Phi }, allora il gruppo di Weyl è generato dalle riflessioni {\displaystyle s_{\alpha }} insieme a {\displaystyle \alpha } in {\displaystyle \Delta } .
Vale a dire, il gruppo generato dalle riflessioni {\displaystyle s_{\alpha },\,\alpha \in \Delta ,} è lo stesso del gruppo generato dalle riflessioni {\displaystyle s_{\alpha },\,\alpha \in \Phi } .

### Relazioni
Nel frattempo, se {\displaystyle \alpha } e {\displaystyle \beta } sono in {\displaystyle \Delta }, quindi il diagramma di Dynkin per {\displaystyle \Phi } rispetto alla base {\displaystyle \Delta } dice qualcosa su come la coppia {\displaystyle \{s_{\alpha },s_{\beta }\}} si comporta. In particolare, si supponga che {\displaystyle v} e {\displaystyle v'} sono i vertici corrispondenti nel diagramma di Dynkin. Allora abbiamo i seguenti risultati:
- Se non c'è legame tra {\displaystyle v} e {\displaystyle v'}, allora {\displaystyle s_{\alpha }} e {\displaystyle s_{\beta }} commutano. Siccome {\displaystyle s_{\alpha }} e {\displaystyle s_{\beta }} hanno ordine due, questo equivale a dire che {\displaystyle (s_{\alpha }s_{\beta })^{2}=1} .
- Se c'è un legame tra {\displaystyle v} e {\displaystyle v'}, allora {\displaystyle (s_{\alpha }s_{\beta })^{3}=1} .
- Se ci sono due legami tra {\displaystyle v} e {\displaystyle v'}, allora {\displaystyle (s_{\alpha }s_{\beta })^{4}=1} .
- Se ci sono tre legami tra {\displaystyle v} e {\displaystyle v'}, allora {\displaystyle (s_{\alpha }s_{\beta })^{6}=1} .

L'affermazione precedente non è difficile da verificare, ricordando semplicemente cosa dice il diagramma di Dynkin sull'angolo tra ciascuna coppia di radici. Se, per esempio, non c'è legame tra i due vertici, allora {\displaystyle \alpha } e {\displaystyle \beta } sono ortogonali, da cui segue facilmente che le riflessioni corrispondenti commutano. Più in generale, il numero di legami determina l'angolo {\displaystyle \theta } tra le radici. Il prodotto delle due riflessioni è quindi una rotazione per angolo {\displaystyle 2\theta } nel piano attraversato da {\displaystyle \alpha } e {\displaystyle \beta }, come il lettore potrà verificare, da cui consegue facilmente la suddetta affermazione.

### Come gruppo di Coxeter
I gruppi di Weyl sono esempi di gruppi di riflessione finiti, in quanto generati da riflessioni; i gruppi astratti (non considerati come sottogruppi di un gruppo lineare) sono di conseguenza gruppi di Coxeter finiti, il che consente loro di essere classificati dal loro diagramma di Coxeter-Dynkin. Essere un gruppo di Coxeter significa che un gruppo di Weyl ha un tipo speciale di presentazione in cui ogni generatore {\displaystyle x_{i}} è di ordine due, e le relazioni diverse da {\displaystyle x_{i}^{2}=1} sono della forma {\displaystyle (x_{i}x_{j})^{m_{ij}}=1} . I generatori sono le riflessioni date da semplici radici, e {\displaystyle m_{ij}} è 2, 3, 4 o 6 a seconda che le radici i e j formino un angolo di 90, 120, 135 o 150 gradi, cioè se nel diagramma di Dynkin sono scollegati, collegati da un arco semplice, collegati da un doppio arco o collegati da un triplo arco. Abbiamo già notato queste relazioni nell'elenco puntato sopra, ma per dire che {\displaystyle W} è un gruppo di Coxeter, stiamo dicendo che queste sono le uniche relazioni in {\displaystyle W} .
I gruppi di Weyl hanno un ordine di Bruhat e una funzione di lunghezza in termini di questa presentazione: la lunghezza di un elemento del gruppo di Weyl è la lunghezza della parola più corta che rappresenta quell'elemento in termini di questi generatori standard. C'è un unico elemento più lungo di un gruppo di Coxeter, che è opposto all'identità nell'ordine di Bruhat.